# Piero Vida
Piero Vida (Veneza, 5 de agosto de 1938 – Roma, 11 de outubro de 1987) foi um ator de cinema italiano. Ele atuou em 52 filmes entre 1959 e 1987.

## Filmografia selecionada
- Sarto per signora (1956)
- Il raccomandato di ferro (1959)
- Cronache del '22 (1962)
- Katarsis (1963)
- Il camorrista (1986)
- Il cugino americano (1986)
- Il caso Moro (1987)
- Deliria (1987)
- Un uomo sotto tiro (1987)